# Calvaire de Montgérain
Le calvaire de Montgérain est une croix monumentale située au centre de la commune de Montgérain, en France.

## Localisation
Le calvaire est situé sur la place du village, face à la mairie, sur la commune de Montgérain, dans le département de l'Oise, en région des Hauts-de-France, en France.

## Historique
Le calvaire date du XIIIe siècle et fait l’objet d’un classement au titre des monuments historiques par arrêté du 13 octobre 1892.

## Architecture
Le calvaire consiste en une croix reposant sur un cône posé sur un fût cylindrique composé de tambours semi-circulaires maçonnés. L'ensemble repose sur un socle octogonal à quatre marches. De par sa monumentalité, le calvaire est semblable à la Croix de Ménévillers.

## Galerie

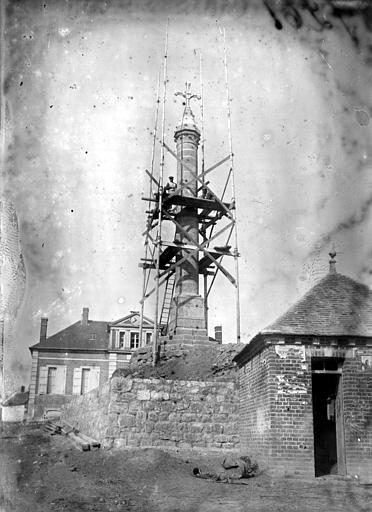
Le calvaire durant sa restauration fin XIXe siècle, début XXe siècle
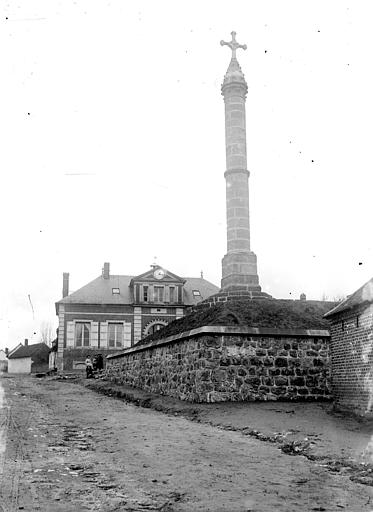
Le calvaire restauré fin XIXe siècle, début XXe siècle
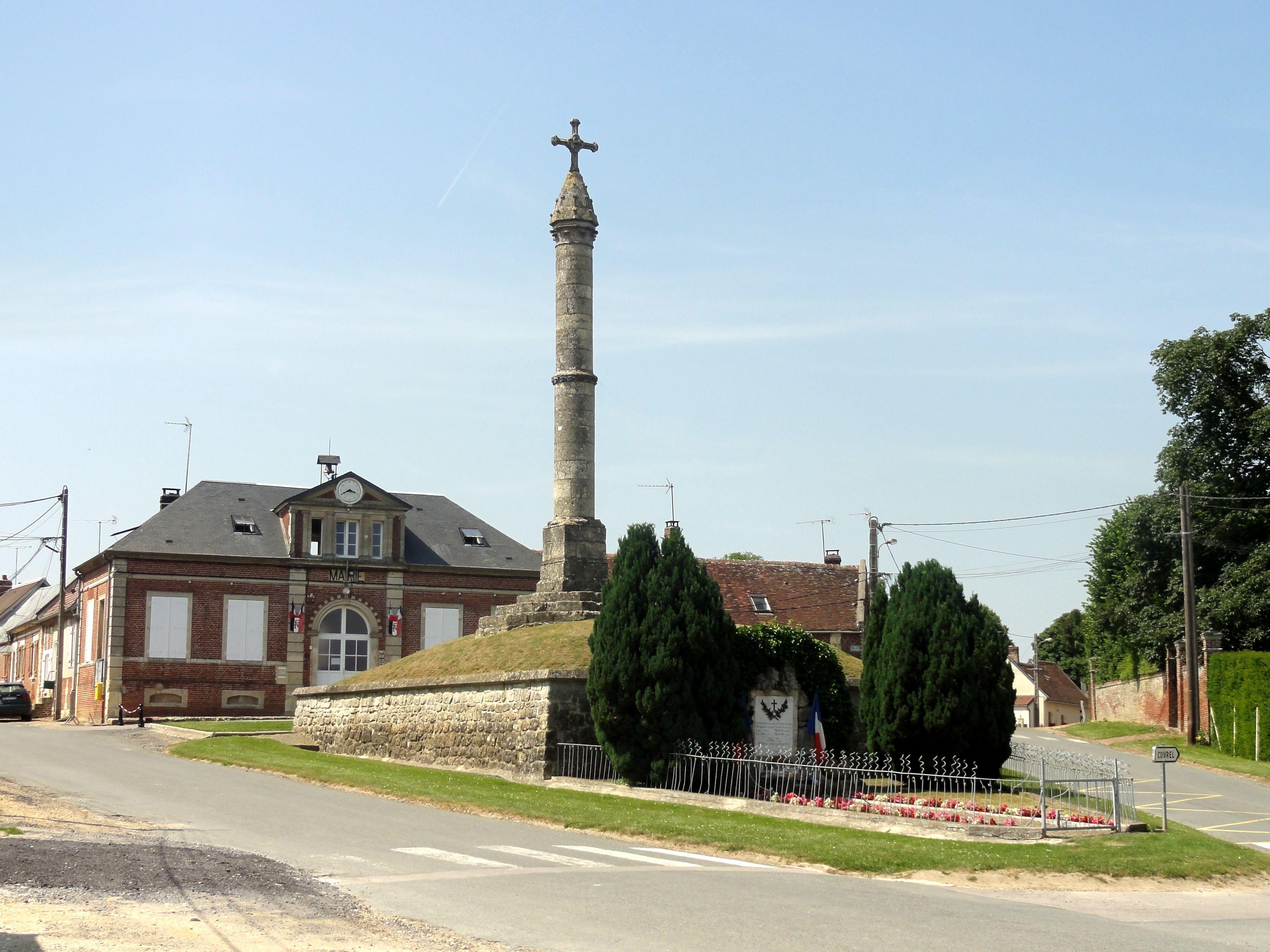
Le calvaire de nos jours